# Сољо (Ђенова)
Сољо је насеље у Италији у округу Ђенова, региону Лигурија.
Према процени из 2011. у насељу је живело 62 становника. Насеље се налази на надморској висини од 200 м.